# Antikentempel

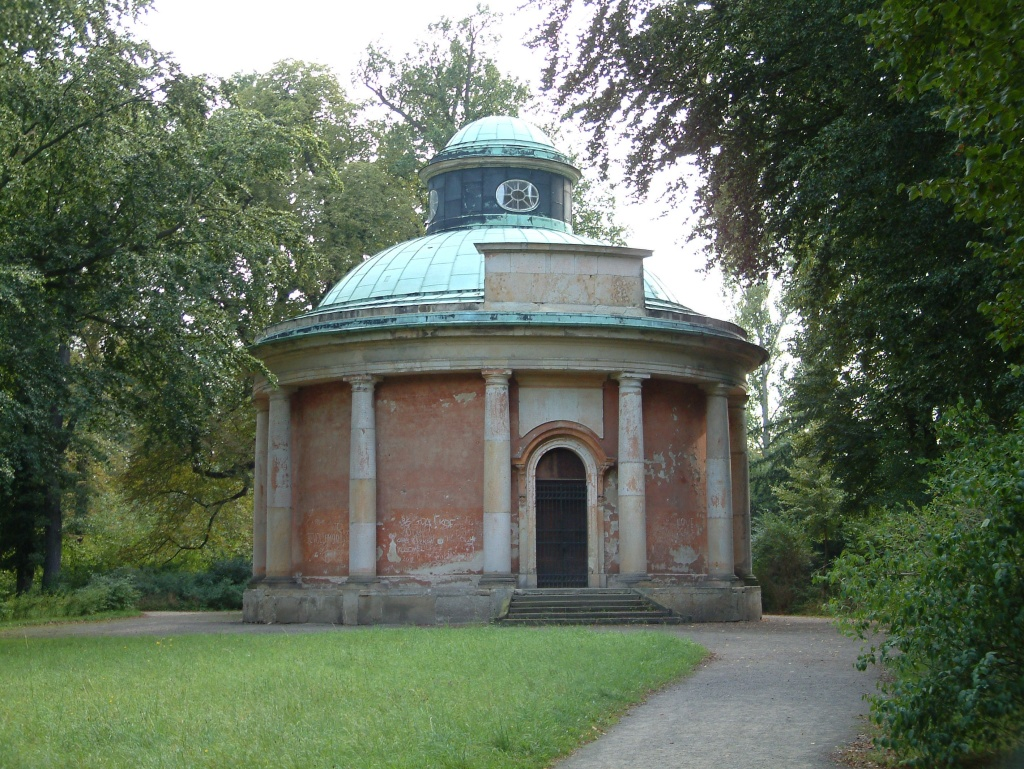
Antikentempel im Park Sanssouci

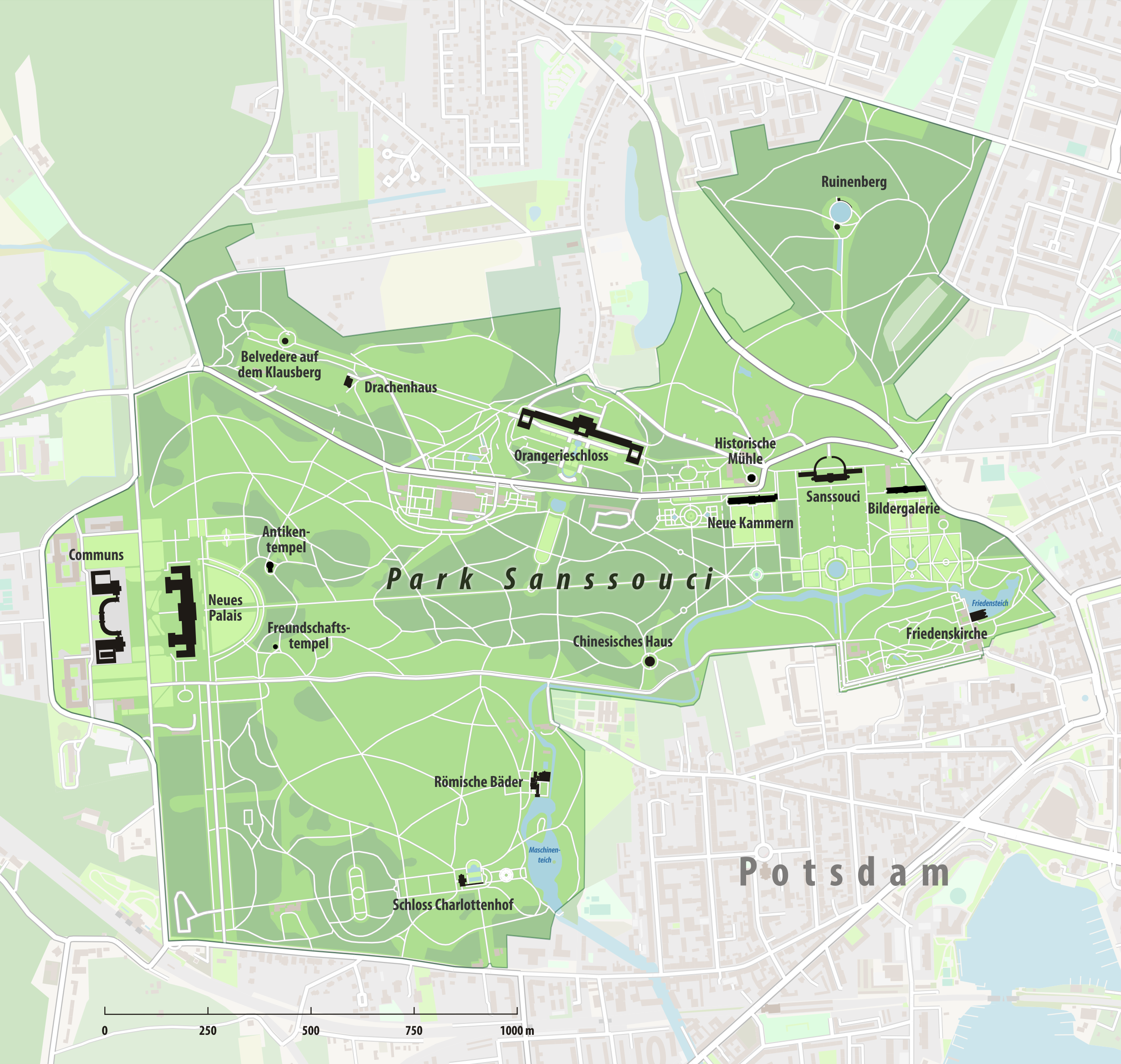
Der Antikentempel liegt im westlichen Teil der Parkanlage von Sanssouci.

Der Antikentempel ist ein kleiner Rundtempel im westlichen Teil des Parks Sanssouci in Potsdam. Friedrich der Große ließ das Gebäude zur Aufbewahrung seiner Sammlung antiker Kunstgegenstände, Münzen und Gemmen errichten. 1768/69 schuf Carl von Gontard das in der Nähe des Neuen Palais, nördlich der Hauptallee, gelegene Gebäude als Pendant zu dem in einer Achse südlich der Allee erbauten Freundschaftstempel. Seit 1921 wird der Antikentempel als Mausoleum für Mitglieder des Hauses Hohenzollern genutzt und ist für die Öffentlichkeit nicht zugänglich. Für den Erhalt des Gebäudes ist die Stiftung Preußische Schlösser und Gärten Berlin-Brandenburg (SPSG) verantwortlich, für die Särge die Generalverwaltung des vormals regierenden preußischen Königshauses.

## Geschichte

### Museumsbau

Der Antikentempel beym Königl: Neuen Schloß. Radierung von Andreas Ludwig Krüger, 1780

Wie die Bildergalerie im Park von Sanssouci, war auch der Antikentempel von Anfang an als Museumsbau konzipiert und konnte zur Zeit Friedrichs des Großen, nach Anmeldung beim Kastellan des Neuen Palais, besichtigt werden. Neben dutzenden Gegenständen antiker Kleinkunst, wie Marmorurnen, Bronzefiguren, Werkzeugen, Gewichten und Keramiken, fanden zehn lebensgroße Marmorstatuen auf marmornen Sockeln Aufstellung, die sogenannte Familie des Lykomedes. Sie erwarb Friedrich der Große aus der Kunstsammlung des französischen Kardinals Melchior de Polignac. Auf fünfzig vergoldeten Konsolen waren Büsten aus Marmor, Basalt und Bronze platziert, von denen einunddreißig ebenfalls aus der Sammlung Polignacs stammten. Die anderen kamen aus dem Bayreuther Bestand der antikenbegeisterten Lieblingsschwester Friedrichs, Wilhelmine, nach Potsdam. Ein Seitenkabinett, das nur durch eine Türöffnung vom runden Hauptraum betreten werden konnte, diente zur Unterbringung der angekauften Münz- und Gemmensammlung aus dem Besitz des Barons Philipp von Stosch. Vier Zedernholzschränke waren gefüllt mit über 9200 Gold-, Silber- und Bronzemünzen, etwa 4370 Gemmen und Kameen, 48 Marmor-, Terrakotta- und Bronzereliefteilen, sowie Büchern aus der archäologischen Bibliothek Friedrichs des Großen.
Friedrich Wilhelm III., der ab 1797 regierende König auf dem preußischen Thron, verfügte in einer Kabinettsorder vom 1. September 1798: „.… zur Beförderung des Studiums der Alterthümer und der Kunst … die Sammlung der Medaillen und Antiken im Antiken-Tempel zu Potsdam mit den ähnlichen Sammlungen in Berlin zu vereinigen und der Akademie der Wissenschaften anzuvertrauen, …“ Die Münzen- und Gemmensammlung kam noch im selben Jahr in das Antikenkabinett des Berliner Stadtschlosses. Die noch verbliebenen Skulpturen ließ Napoleon nach der Niederlage Preußens gegen die napoleonische Armee bei Jena und Auerstedt 1806 und der darauffolgenden französischen Besetzung als Beutegut nach Frankreich bringen. Bis auf ein Relief kehrten sie 1815 nach Preußen zurück und kamen nach einer Restaurierung in der Werkstatt des Bildhauers Christian Daniel Rauch als Teil der Antikensammlung in das 1830 eröffnete Berliner Alte Museum.

### Gedenkstätte für Königin Luise
Nachdem der Antikentempel mehrere Jahre leer gestanden hatte, ließ ihn König Friedrich Wilhelm III. in eine Gedenkstätte für die am 19. Juli 1810 verstorbene Königin Luise umgestalten. Im Juni 1828 wurde dort die zweite Fassung des von Christian Daniel Rauch entworfenen Sarkophags mit der liegenden Grabstatue der Königin aufgestellt. Die erste Fassung des Sarkophags steht im Mausoleum im Schlosspark Charlottenburg (siehe Grabmal der Königin Luise von Preußen).
Im Herbst 1904 gelangte die Zweitfassung in das Hohenzollernmuseum im Berliner Schloss Monbijou, das im Zweiten Weltkrieg zerstört wurde. Von 1989 bis 2012 stand der als Dauerleihgabe der Nationalgalerie zur Verfügung gestellte Sarkophag in der Friedrichswerderschen Kirche, die aufgrund von Bauschäden bis auf weiteres geschlossenen ist (Stand 2018).

### Umbaupläne unter Wilhelm II.

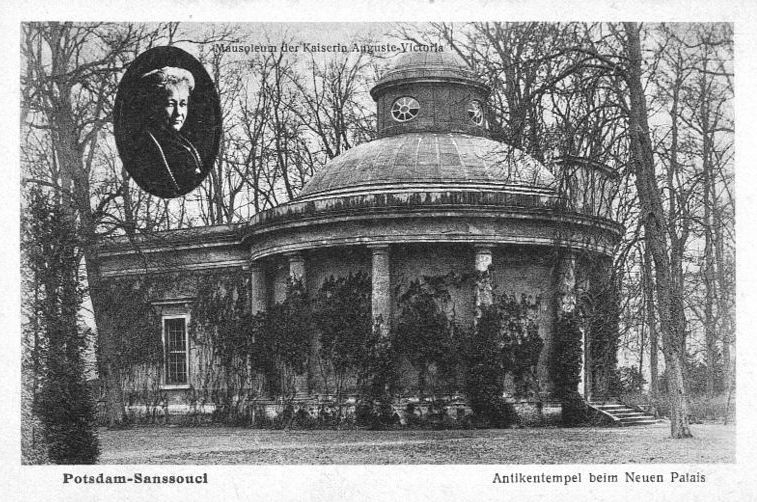
Antikentempel nach 1921 mit dem Bildnis der Kaiserin Auguste Viktoria

In der Regierungszeit Wilhelms II. wurden Pläne für die Nutzung des Antikentempels als Hofkapelle erstellt. Der Architekt Ernst Eberhard von Ihne fertigte mehrere Entwurfszeichnungen an. Die ersten von 1904/05 sahen eine Umgestaltung im Stil der italienischen Hochrenaissance vor. 1913 entstanden Zeichnungen mit einer Innenraumgestaltung im Stil des Klassizismus. Durch andere Bauvorhaben und den Ausbruch des Ersten Weltkriegs wurde das Projekt jedoch nicht realisiert.
Auch ein Auftrag von 1918, das Gebäude zu einer Grabstätte für die kaiserlichen Herrschaften herzurichten, kam nicht zur Ausführung. Dennoch wurde Kaiserin Auguste Viktoria, ihrem Wunsch entsprechend, am 19. April 1921 im Antikentempel beigesetzt, der bis in die 1940er Jahre für weitere Mitglieder des Hauses Hohenzollern zur letzten Ruhestätte wurde.

### Mausoleum der Hohenzollern

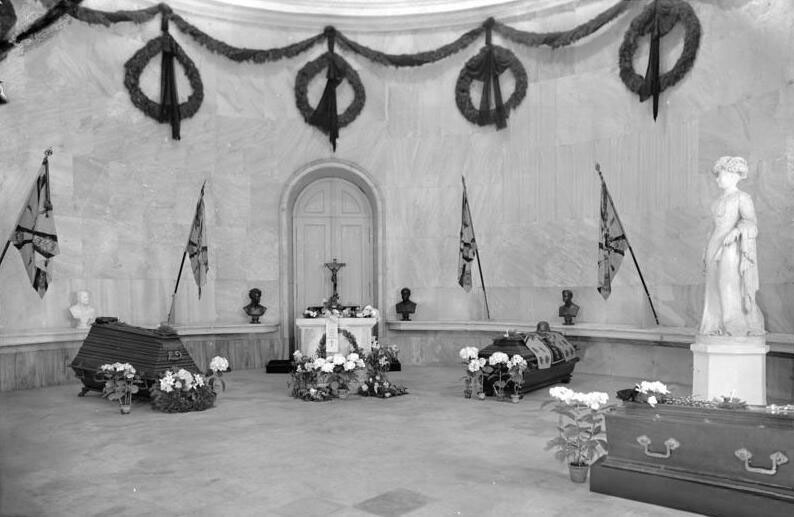
Der Innenraum des Antikentempels um 1940 (?)

Fünf Mitglieder des Hauses Hohenzollern fanden im Antikentempel ihre letzte Ruhe:
- Joachim von Preußen (* 17. Dezember 1890; † 18. Juli 1920)

Der jüngste Sohn des letzten deutschen Kaisers Wilhelm II. starb einen Tag nach seinem Selbstmordversuch mit einem Armeerevolver im St. Josef-Krankenhaus, Potsdam. Der Sarkophag des Prinzen stand zunächst in der Sakristei der Potsdamer Friedenskirche und wurde nach 1931 in den Antikentempel überführt.
- Auguste Viktoria, geb. Prinzessin zu Schleswig-Holstein-Sonderburg-Augustenburg (* 22. Oktober 1858; † 11. April 1921)

Die erste Gemahlin Kaiser Wilhelms II. starb nach schwerer Krankheit in ihrem Exil in Haus Doorn nahe Utrecht. Das Schloss war ab 1920 Wohnsitz des abgedankten deutschen Kaisers.
- Wilhelm von Preußen (* 4. Juli 1906; † 26. Mai 1940)

Prinz Wilhelm war der älteste Sohn des Kronprinzen Wilhelm und somit Enkel des letzten deutschen Kaisers Wilhelm II. Der Prinz nahm im Zweiten Weltkrieg am Frankreichfeldzug teil. Nach schwerer Verwundung bei den Kämpfen um Valenciennes verstarb er in einem Feldlazarett in Nivelles.
- Eitel Friedrich von Preußen (* 7. Juli 1883; † 8. Dezember 1942)

Der zweitälteste Sohn Kaiser Wilhelms II. starb in seiner Potsdamer Villa Ingenheim.
- Hermine, geb. von Reuß ä. L., verw. von Schönaich-Carolath (* 17. Dezember 1887; † 7. August 1947)

Die zweite Gemahlin Wilhelms II. starb in Frankfurt (Oder) an Herzversagen, wo sie unter strenger Bewachung der sowjetischen Besatzungsmacht gestanden hatte.

## Architektur

### Äußere Gestaltung
Der schmucklose Bau ist ein geschlossener Rundtempel, der von zehn toskanischen Säulen umgeben ist (Tholos). Der Innendurchmesser des Rundbaus (Rotunde) beträgt etwa 16 Meter. Der quadratische Anbau (Annex) an der Rückseite des Gebäudes misst 9,40 × 9,40 Meter. Er ist mit drei Fenstern versehen. Das gewölbte Dach wird von einer Laterne bekrönt, von deren vier querovalen Fensteröffnungen Licht in den Zentralraum fällt. Durch den einzigen Zugang, eine rundbogige, vier Meter hohe Eingangstür, der eine Freitreppe vorliegt, kann das Gebäude betreten werden. Ein rechteckiger Giebelaufsatz über dem Gesims betont die Vorderseite des Rundbaus.

### Innenraumgestaltung
Die Wandfläche der Rotunde wurde mit grauem schlesischen Marmor verkleidet. Auf einer heute noch vorhandenen, umlaufenden Konsolbank aus Holz standen größere Skulpturen und Gefäße. Darüber in drei Etagen, auf fünfzig Konsolen, die antiken Büsten. Ein marmornes Supraportenrelief „Kaiser Trajan zu Pferde“ schmückt in einer vergoldeten Rahmung ebenfalls heute noch den Wandbereich über der Eingangstür. Außer den Sarkophagen der kaiserlichen Familie steht zudem eine Marmorfigur der Kaiserin Auguste Victoria im Raum. Der Bildhauer Carl Begas schuf das Denkmal 1904 für den Rosengarten der Kaiserin am Neuen Palais. Eine verblasste Bemalung im Innern der Laterne zeigt Genien in Wolken, die eine Blumengirlande halten. Die Wandflächen des Anbaus, der durch eine rundbogige Tür von der Rotunde aus erreicht wird, sind mit Holz vertäfelt (Boiserie).